# Edward Blore

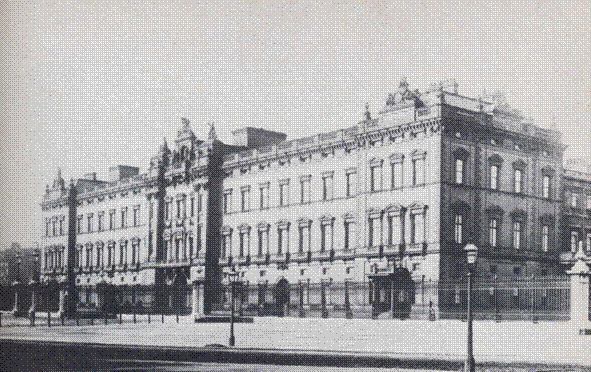
Buckingham Palace erigit per Blore el 1850. Modificat posteriorment per Sir Aston Webb el 1913

Edward Blore (1787 - 1879) va ser un arquitecte anglès del segle xix. Va néixer a Edimburg, Escòcia, malgrat que algunes dades apunten seu naixement a comtat de Derbyshire, Anglaterra.
De la seva biografia destaca haver continuat l'obra del Palau de Buckingham que havia iniciat John Nash. Va acabar el palau usant un estil semblant encara que més sobri al dissenyat per Nash. El 1847 fa el disseny de la façana principal del palau tancant el pati interior. També va treballar al Palau de St. James i en altres obres d'Anglaterra i Escòcia.